# Круглик (Харьковская область)
Кру́глик (укр. Круглик) — село в Валковской городской общине Богодуховского района Харьковской области Украины.
Код КОАТУУ — 6321282005. Население по переписи 2001 г. составляет 46 (23/23 м/ж) человек.

## Географическое положение
Село Круглик находится в 1-м км от реки Мжа (левый берег) и в 2-х км от г. Валки, сёл Старые Валки и Кузьмовка.
Рядом с селом небольшой лесной массив (дуб, ольха).

## История
- 1650 — дата основания.
- В 1940 году, перед ВОВ, на хуторе Круглик был 41 двор и ветряная мельница.[1]